# 3 de março
3 de março é o 62.º dia do ano no calendário gregoriano (63.º em anos bissextos). Faltam 303 dias para acabar o ano.

## Eventos históricos

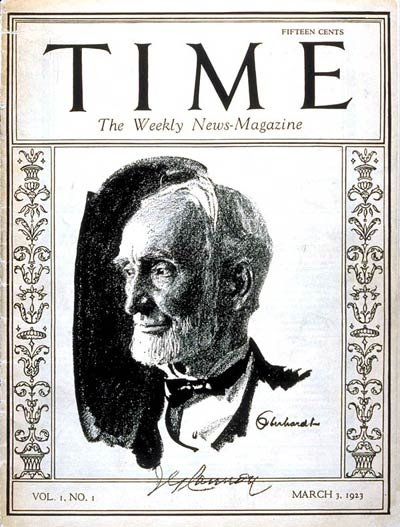
1923: Capa da primeira edição da Time

- 0473 — Gundebaldo (sobrinho de Ricímero) nomeia Glicério como imperador do Império Romano do Ocidente.
- 0724 — Imperatriz Gensho abdica do trono a favor de seu sobrinho Shōmu que se torna imperador do Japão.
- 1284 — Estatuto de Rhuddlan incorpora o Principado de Gales à Inglaterra.
- 1575 — Imperador indiano Akbar, da Dinastia Mogol, derrota o exército bengali na Batalha de Tukaroi.
- 1677 — Batalha de Tobago, parte da Guerra Franco-Holandesa: tentativa do Reino da França de retomar a ilha de Tobago sob o controle da República das Sete Províncias Unidas dos Países Baixos.
- 1687 — Domingos Jorge Velho é contratado pelo governo colonial, para destruir o Quilombo dos Palmares.
- 1776 — Guerra de Independência dos Estados Unidos: o primeiro desembarque anfíbio do Corpo de Fuzileiros Navais dos Estados Unidos ocorre na Batalha de Nassau.
- 1803 — Fundado o Colégio Militar em Portugal pelo então coronel Teixeira Rebelo.
- 1845 — Expansão territorial dos Estados Unidos: A Flórida é admitida como o 27.º estado dos EUA.[1]
- 1848 — Revoluções nos Estados alemães: a intelectualidade se une aos operários e fazem uma manifestação nas ruas de Colônia.
- 1857 — Segunda Guerra do Ópio: França e o Reino Unido declaram guerra à China.
- 1861 — Alexandre II da Rússia assina a Reforma Emancipadora, libertando os camponeses da servidão.
- 1872 — Império do Brasil: A questão religiosa, um conflito e enfrentamento entre a Igreja Católica e a Maçonaria, se torna uma questão de Estado.
- 1878 — Guerra russo-turca termina com a Bulgária recuperando sua independência do Império Otomano de acordo com o Tratado de Santo Estêvão.
- 1891 — Criada a Floresta Nacional de Shoshone como a primeira floresta nacional dos Estados Unidos e do mundo.
- 1904 — Caíser Guilherme II da Alemanha torna-se a primeira pessoa a fazer uma gravação sonora de um documento político, usando o cilindro fonográfico de Thomas Edison.
- 1910 — Fundação Rockefeller: John D. Rockefeller, Jr. anuncia sua aposentadoria da administração de seus negócios para que possa dedicar todo seu tempo à filantropia.
- 1913 — Milhares de mulheres marcham, entre 5 000 e 10 000 manifestantes, na Procissão do Sufrágio Feminino em Washington, D.C.[2]
- 1918 — Rússia assina o Tratado de Brest-Litovski, concordando em retirar-se da Primeira Guerra Mundial e concedendo o controle à Alemanha dos Países Bálticos, Bielorrússia e Ucrânia. Também admitiu o controle turco de Ardacane, Carse e Batumi.
- 1923 — Revista Time é publicada pela primeira vez.
- 1924
  - Abolido o califado islâmico de 407 anos, quando o califa Abdul Mejide II do Califado Otomano é deposto. O último remanescente do antigo regime dá lugar à Turquia reformada de Kemal Atatürk.
  - Estado Livre de Fiume é anexado pelo Reino da Itália.
- 1931 — Estados Unidos adotam The Star-Spangled Banner como seu hino nacional.
- 1938 — Descoberta de petróleo na Arábia Saudita.[3]
- 1939 — Em Bombaim, Mahatma Gandhi inicia uma greve de fome em protesto contra o regime autocrático na Índia britânica.
- 1945
  - Segunda Guerra Mundial: tropas americanas e filipinas recuperam Manila.
  - Segunda Guerra Mundial: com pouca visibilidade, a RAF bombardeia por engano a área de Bezuidenhout em Haia, Holanda, matando 511 pessoas.[4]
- 1958 — Nuri al-Said torna-se primeiro-ministro do Iraque pela oitava vez.
- 1968 — Término da Batalha de Huế, uma das mais sangrentas e longas batalhas da Guerra do Vietnã.
- 1969 — Programa Apollo: a NASA lança a Apollo 9 para testar o módulo lunar.
- 1974 — Voo Turkish Airlines 981 cai em Ermenonville perto de Paris, na França, matando todas as 346 pessoas a bordo.
- 1986 — Entra em vigor o Australia Act 1986, fazendo com que a Austrália se torne totalmente independente do Reino Unido.
- 1991
  - Voo United Airlines 585 cai em sua aproximação final para Colorado Springs.
  - Racismo nos Estados Unidos: Um vídeo amador captura o espancamento de Rodney King por policiais de Los Angeles. Reações a injustiças cometidas pelo Poder Judiciário dos EUA relacionada a tal ato iriam desencadear os Distúrbios de Los Angeles de 1992
- 1997 — Inaugurada a mais alta estrutura do Hemisfério sul (328 metros), Sky Tower, no centro de Auckland, Nova Zelândia, após dois anos e meio de construção.
- 2005 — Steve Fossett torna-se a primeira pessoa a realizar uma circum-navegação aérea solo ao redor do mundo sem paradas ou reabastecimento.
- 2013 — Uma explosão de bomba em Karachi, Paquistão, mata pelo menos 45 pessoas e feriu outras 180 em uma área predominantemente muçulmana xiita.[5]
- 2017 — Nintendo lança em todo o mundo o console de videogame híbrido Nintendo Switch.
- 2019 — Onda de tornados no sudeste dos Estados Unidos causa 23 mortes e deixa mais de 100 feridos.

## Nascimentos

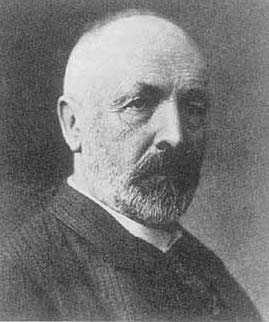
Georg Cantor

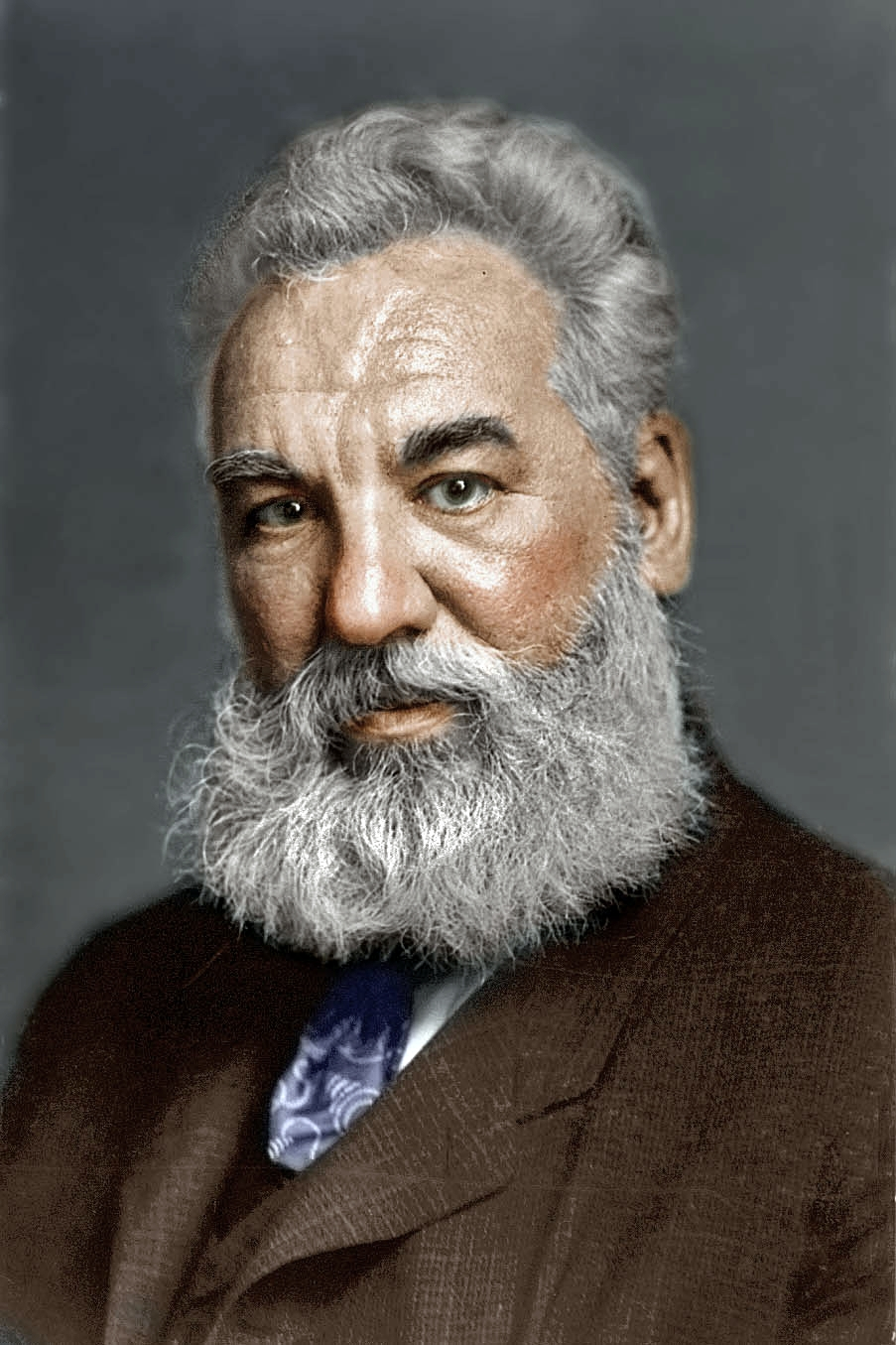
Alexander Graham Bell

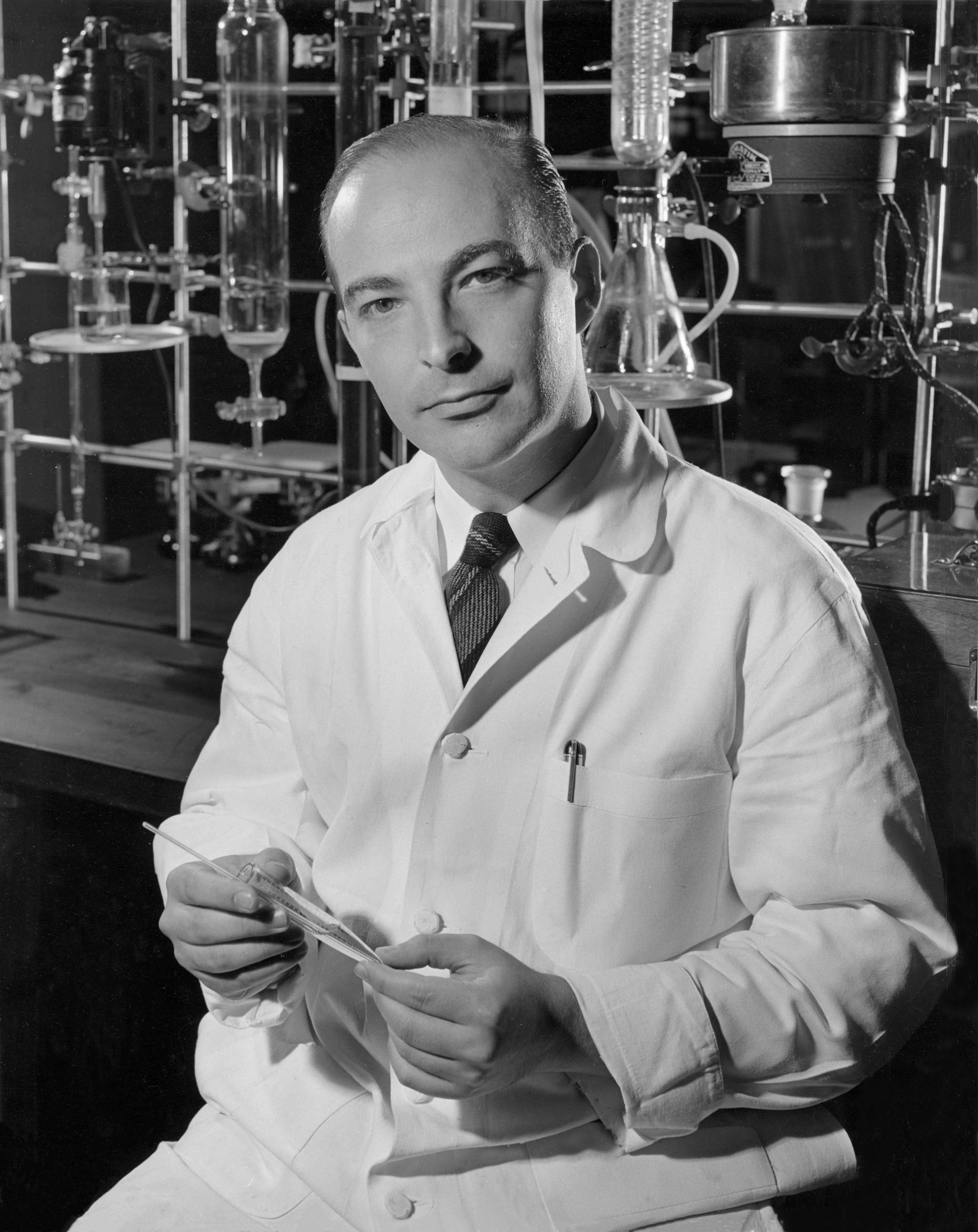
Arthur Kornberg

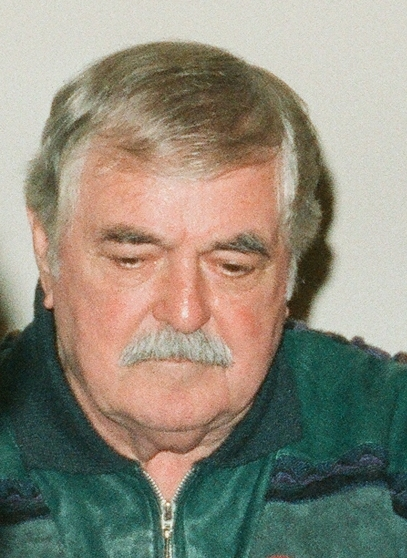
James Doohan

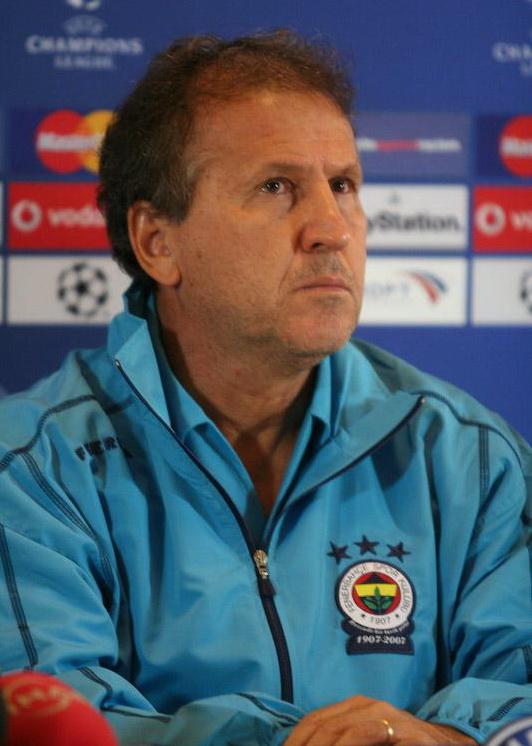
Zico

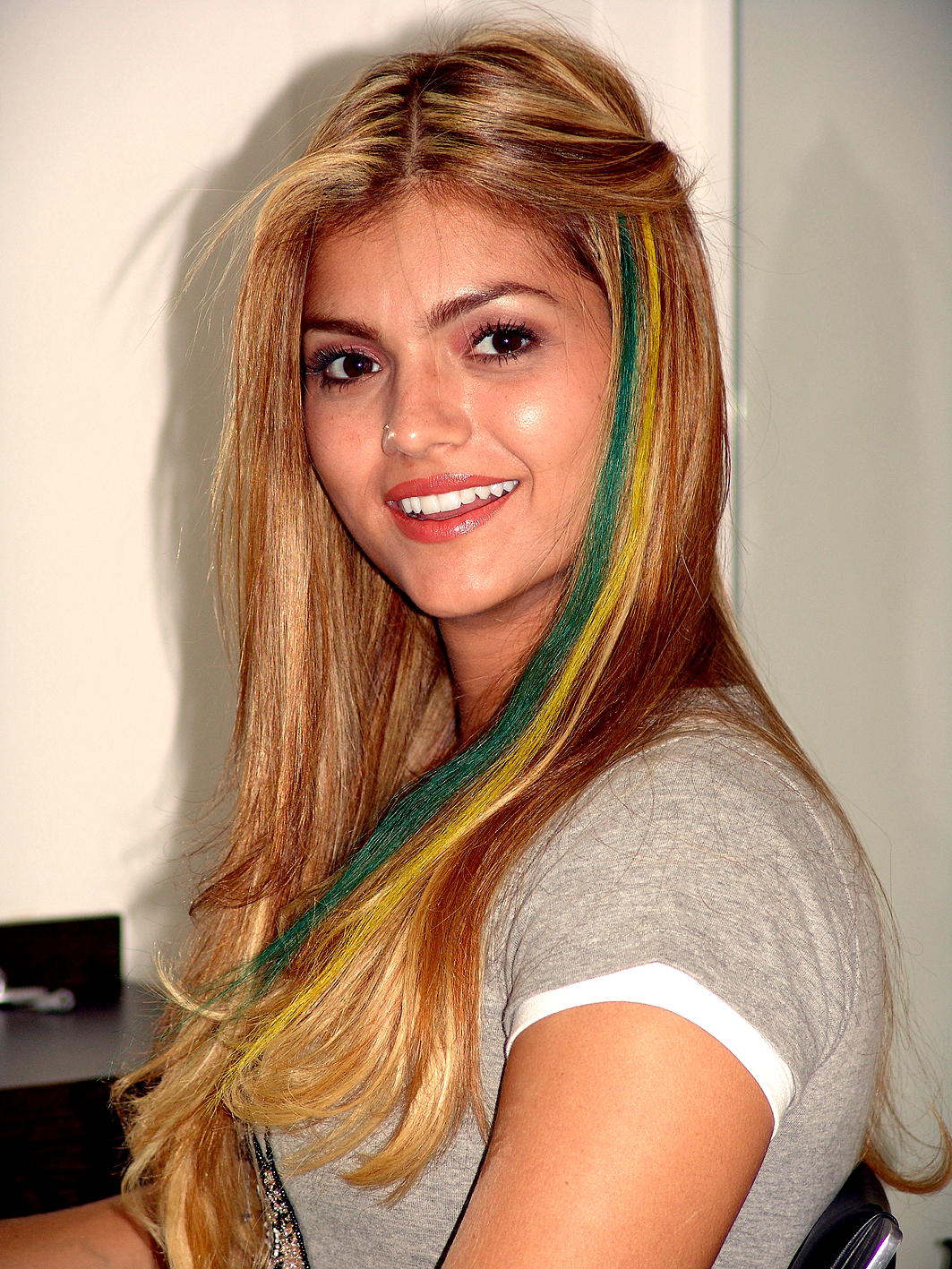
Kelly Key

### Anteriores ao século XIX
- 1455 — Ascanio Sforza, cardeal católico (m. 1505).
- 1506 — Luís de Portugal, Duque de Beja (m. 1555).
- 1520 — Matias Flácio, teólogo e reformador croata (m. 1575).
- 1583 — Edward Herbert, 1.º Barão Herbert de Cherbury, soldado, historiador e diplomata inglês (m. 1648).
- 1606 — Edmund Waller, poeta e político inglês (m. 1687).
- 1652 — Thomas Otway, dramaturgo e escritor inglês (m. 1685).
- 1756 — William Godwin, jornalista e escritor britânico (m. 1836).
- 1769 — Laurent Mourguet, titeriteiro francês (m. 1844).
- 1777 — Adolphe Dureau de la Malle, geógrafo, naturalista, historiador e artista francês (m. 1857).
- 1778 — Frederica de Mecklemburgo-Strelitz, rainha de Hanôver (m. 1841).
- 1800 — Heinrich Georg Bronn, geólogo e paleontólogo alemão (m. 1862).

### Século XIX
- 1805
  - Joaquim Vieira da Cunha, político e magistrado brasileiro (m. 1886).
  - Jonas Furrer, político suíço (m. 1861).
- 1807 — Charles Morren, naturalista belga (m. 1858).
- 1809 — Paula Frassinetti, religiosa italiana (m. 1882).
- 1811 — Bernhard Wolff, editor alemão (m. 1879).
- 1819 — Gustave de Molinari, economista e teórico neerlandês-belga (m. 1912).
- 1817 — Luís Antônio dos Santos, religioso brasileiro (m. 1891).
- 1820 — Filipe de Oliveira Néri, jornalista, militar e político brasileiro (m. 1869).
- 1822 — Bernhard Hammer, político suíço (m. 1899).
- 1823 — Gyula Andrássy, estadista húngaro (m. 1890).
- 1827 — Pedro Luís Taulois, político brasileiro (m. 1905).
- 1828 — Bulhão Pato, poeta, ensaísta e memorialista português (m. 1912).
- 1831 — George Pullman, engenheiro e empresário americano (m. 1897).
- 1832 — João Mendes Salgado, militar brasileiro (m. 1894).
- 1838 — George William Hill, astrônomo e matemático estado-unidense (m. 1914).
- 1839 — Jamsetji Tata, empresário indiano (m. 1904).
- 1841 — John Murray, oceanógrafo e biólogo canadense-britânico (m. 1914).
- 1843 — William Chandler Roberts-Austen, metalúrgico britânico (m. 1912).
- 1845 — Georg Cantor, matemático e filósofo russo-alemão (m. 1918).
- 1846 — João António das Neves, músico português (m. ?).
- 1847 — Alexander Graham Bell, engenheiro e acadêmico anglo-americano (m. 1922).
- 1848 — Adelaide Neilson, atriz britânica (m. 1880).
- 1854 — Lazarus Fletcher, geólogo e mineralogista britânico (m. 1921).
- 1858 — Antônio Lara de Fontoura Palmeiro, político brasileiro (m. 1886).
- 1860 — John Montgomery Ward, jogador e empresário de beisebol americano (m. 1925).
- 1863 — Arthur Machen, escritor e jornalista britânico (m. 1947).
- 1866 — Fred A. Busse, advogado e político americano (m. 1914).
- 1868 — Émile-Auguste Chartier, filósofo e jornalista francês (m. 1951).
- 1869 — Henry Wood, maestro britânico (m. 1944).
- 1871
  - Maurice Garin, ciclista ítalo-francês (m. 1957).
  - Augusto de Almeida Monjardino, médico português (m. 1941).
- 1876 — Maria da Grécia e Dinamarca, nobre russa (m. 1940).
- 1877 — Milly Witkop, anarcossindicalista ucraniana (m. 1955).
- 1878 — Leopold Jessner, produtor de cinema alemão (m. 1945).
- 1880 — Yosuke Matsuoka, político japonês (m. 1946).
- 1882
  - Charles Ponzi, empresário italiano (m. 1949).
  - Wilhelm Westphal, físico alemão (m. 1978).
- 1885 — Antonieta de Anhalt, princesa de Schaumburg-Lippe (m. 1963).
- 1887 — Lincoln Beachey, aviador americano (m. 1915).
- 1889
  - Émile Henriot, escritor francês (m. 1961).
  - Richard Grammel, matemático e engenheiro alemão (m. 1964).
- 1891
  - Damasceno de Atenas, arcebispo grego (m. 1949).
  - Arthur Drewry, administrador esportivo britânico (m. 1961).
- 1892 — Plínio Pompeu, engenheiro e político brasileiro (m. 1994).
- 1893 — Beatrice Wood, ilustradora e ceramista americana (m. 1998).
- 1894 — Ethel Grandin, atriz estado-unidense (m. 1988).
- 1895 — Ragnar Anton Kittil Frisch, economista e acadêmico norueguês, ganhador do Prêmio Nobel (m. 1973).
- 1896 — Ulises Saucedo, treinador e árbitro de futebol boliviano (m. 1963).
- 1898 — Emil Artin, matemático e acadêmico austríaco-alemão (m. 1962).
- 1900 — Ruby Dandridge, atriz americana (m. 1987).

### Século XX

#### 1901–1950
- 1901
  - Claude Stanley Choules, militar anglo-australiano (m. 2011).
  - Aluísio Lopes de Carvalho Filho, político brasileiro (m. 1970).
  - Roger Turner, patinador artístico americano (m. 1993).
- 1902 — Sarah Rector, magnata do petróleo americana (m. 1967).
- 1903 — Alberto de Araújo, político português (m. 1980).
- 1906 — Artur Lundkvist, poeta e crítico sueco (m. 1991).
- 1908 — Constant Joacim, futebolista belga (m. 1979).
- 1910 — Aroldo de Azevedo, geógrafo brasileiro (m. 1974).
- 1911 — Jean Harlow, atriz estado-unidense (m. 1937).
- 1913
  - Margaret Bonds, pianista e compositora americana (m. 1972).
  - Roger Caillois, sociólogo e crítico literário francês (m. 1978).
- 1914 — Asger Jorn, pintor e escultor dinamarquês (m. 1973).
- 1916 — Paul Halmos, matemático húngaro-americano (m. 2006).
- 1917 — Sameera Moussa, física e acadêmica egípcia (m. 1952).
- 1918
  - Arthur Kornberg, bioquímico e acadêmico americano, ganhador do Prêmio Nobel (m. 2007).
  - Carl Leslie Withner, botânico estado-unidense (m. 2012).
  - Fernand Buyle, futebolista belga (m. 1992).
- 1919
  - Peter Abrahams, escritor sul-africano (m. 2017).
  - Maria Manuela Couto Viana, atriz, declamadora e escritora portuguesa (m. 1983).
- 1920
  - Blota Júnior, apresentador, produtor de televisão e político brasileiro (m. 1999).
  - James Doohan, ator e militar canadense-americano (m. 2005).
  - Ronald Searle, militar e ilustrador anglo-francês (m. 2011).
- 1921 — Antônio Ferreira Rüppel, político brasileiro (m. 1999).
- 1922 — Nándor Hidegkuti, futebolista e treinador de futebol húngaro (m. 2002).
- 1923
  - Barney Martin, policial e ator americano (m. 2005).
  - Doc Watson, cantor, compositor e músico estado-unidense (m. 2012).
- 1924
  - Tomiichi Murayama, militar e político japonês.
  - Lys Assia, cantora suíça (m. 2018).
  - Johnson Aguiyi-Ironsi, militar e político nigeriano (m. 1966).
- 1925
  - Joe Sentieri, cantor italiano (m. 2007).
  - Axel Schandorff, ciclista dinamarquês (m. 2016).
- 1926 — James Merrill, poeta e dramaturgo estado-unidense (m. 1995).
- 1927
  - Teixeirinha, cantor e compositor brasileiro (m. 1985).
  - Pierre Aubert, advogado e político suíço (m. 2016).
- 1930 — Ion Iliescu, engenheiro e político romeno.
- 1931 — Anatoly Diatlov, engenheiro ucraniano (m. 1995).
- 1933 — Alfredo Landa, ator espanhol (m. 2013).
- 1934 — Jimmy Garrison, baixista e educador estado-unidense (m. 1976).
- 1935
  - Malcolm Anderson, ex-tenista australiano.
  - Michael Walzer, filósofo e acadêmico americano.
  - Jelyu Jelev, filósofo e político búlgaro (m. 2015).
- 1937 — Bobby Driscoll, ator estado-unidense (m. 1968).
- 1938 — Patricia MacLachlan, escritora e professora norte-americana (m. 2022).
- 1939
  - Ariane Mnouchkine, diretora francesa de teatro e cinema.
  - Nur Misuari, político e líder revolucionário filipino.
- 1940
  - Jean-Paul Proust, policial e político franco-monegasco (m. 2010).
  - Nazareno Lanciotti, presbítero e beato católico ítalo-brasileiro (m. 2001).
- 1941
  - Vlado Milunić, arquiteto croata (m. 2022).
  - Fernando Portal e Silva, médico português.
- 1942 — Vladimir Kovalyonok, cosmonauta soviético.
- 1943 — Jards Macalé, cantor e compositor brasileiro.
- 1944 — Frei Anastácio, político brasileiro.
- 1945 — George Miller, diretor, produtor e roteirista australiano.
- 1946 — Jorge Gomes, médico e político brasileiro.
- 1947
  - Jennifer Warnes, cantora, compositora e produtora musical americana.
  - Óscar Tabárez, treinador de futebol uruguaio.
  - Ian O'Brien, ex-nadador australiano.
  - Otto Stuppacher, automobilista austríaco (m. 2001).
- 1948 — Snowy White, guitarrista britânico.
- 1949
  - Bonnie Dunbar, engenheiro, acadêmico e astronauta americano.
  - Gloria Hendry, atriz estado-unidense.
  - James Voss, astronauta estado-unidense.
  - Régis Ovion, ex-ciclista francês.

#### 1951–2000
- 1951 — Bob DiPiero, compositor estadunidense.
- 1952 — Ângela Vieira, atriz brasileira.
- 1953
  - Zico, ex-futebolista, treinador de futebol e dirigente esportivo brasileiro.
  - Josef Winkler, escritor austríaco.
  - Brian Kerr, treinador de futebol irlandês.
  - Sabah Al-Khalid Al-Sabah, político e diplomata kuwaitiano.
- 1954 — Robert Gossett, ator estadunidense.
- 1955
  - Darnell Williams, ator e diretor anglo-estadunidense.
  - Susan Dougan, política são-vicentina
  - Andy Breckman, criador e produtor estadunidense de séries televisivas.
- 1956
  - Zbigniew Boniek, ex-futebolista, dirigente esportivo e treinador de futebol polonês.
  - Júlio César da Silva Gurjol, ex-futebolista brasileiro.
- 1958
  - Bob Bradley, treinador de futebol estadunidense.
  - Miranda Richardson, atriz britânica.
  - Haris Mohammed, ex-futebolista iraquiano.
- 1959
  - Ira Glass, apresentador e produtor de rádio estadunidense.
  - Vagiz Khidiyatullin, ex-futebolista soviético.
  - Fabiana Cantilo, cantora e compositora argentina.
  - Pedro Costa, cineasta português.
- 1960 — Andreas Thiel, ex-handebolista alemão.
- 1961 — Fatima Whitbread, ex-atleta de lançamento de dardo britânica.
- 1962
  - Jackie Joyner-Kersee, ex-heptatleta estadunidense.
  - Dieudonné Datonou, arcebispo e escritor beninense.
  - Luis José Rueda Aparicio, cardeal, professor e teólogo colombiano
- 1963
  - Martín Fiz, ex-corredor espanhol.
  - Marina Nikulina, voleibolista russa (m. 2015).
  - Khaltmaagiin Battulga, político mongol.
- 1964
  - Laura Harring, modelo e atriz mexicano-estadunidense.
  - Jiang Jialiang, ex-mesa-tenista chinês.
  - Raúl Alcalá, ex-ciclista mexicano.
- 1965
  - Dragan Stojković, ex-futebolista e treinador de futebol sérvio.
  - Oscar Dertycia, ex-futebolista argentino.
  - Tedros Adhanom, político e acadêmico etíope.
- 1966
  - Fernando Colunga, ator mexicano.
  - Vander Lee, cantor brasileiro (m. 2016).
  - Nacer Abdellah, ex-futebolista marroquino.
  - Timo Tolkki, guitarrista, compositor e produtor musical finlandês.
- 1967 — Claudio Arbiza, ex-futebolista uruguaio.
- 1968
  - Denis Petrov, ex-patinador artístico russo.
  - Jörg Stiel, ex-futebolista suíço.
  - Brian Cox, tecladista e físico britânico.
  - José Carlos de Souza Campos, bispo brasileiro.
- 1969 — Deborah Blando, cantora italiana.
- 1970
  - Gabriel Cedrés, ex-futebolista uruguaio.
  - Julie Bowen, atriz estado-unidense.
- 1971
  - Charlie Brooker, jornalista, produtor e escritor britânico.
  - Gilson Vargas, cineasta brasileiro.
- 1972
  - Darren Anderton, ex-futebolista e comentarista esportivo britânico.
  - Peter O'Leary, ex-árbitro de futebol neozelandês.
  - Patrick Grettnich, ex-futebolista e treinador de futebol luxemburguês.
- 1973
  - Carlos Filipe de Orleães.
  - Matthew Marsden, ator e cantor britânico.
  - Evandro Rogério Roman, ex-árbitro de futebol e político brasileiro.
  - Xavier Bettel, advogado e político luxemburguês.
  - Fabrizio Rongione, ator, produtor e roteirista belga.
- 1974
  - David Faustino, ator, produtor e roteirista estado-unidense.
  - Serhiy Rebrov, ex-futebolista e treinador de futebol ucraniano.
  - Daniel Pellizzari, escritor brasileiro.
  - Carlos Güity, ex-futebolista hondurenho.
  - Juliana Martins, atriz brasileira.
- 1975 — David Blanco, ex-ciclista espanhol.
- 1976 — Joos Valgaeren, ex-futebolista belga.
- 1977
  - Ronan Keating, cantor, compositor e ator irlandês.
  - Sidney Moraes, ex-futebolista e treinador de futebol brasileiro.
  - Buddy Valastro, chef de cozinha e apresentador de televisão estado-unidense.
- 1978
  - Nicolas Kiesa, ex-automobilista dinamarquês.
  - Rodrigo Fernandes Valete, ex-futebolista brasileiro.
  - Formiga, ex-futebolista brasileira.
- 1979
  - Albert Jorquera, ex-futebolista espanhol.
  - Radoslav Rogina, ex-ciclista croata.
- 1980 — Katherine Waterston, atriz estado-unidense.
- 1981
  - Julius Malema, político sul-africano.
  - Ed Carpenter, automobilista estado-unidense.
  - Eduard Stăncioiu, ex-futebolista romeno.
  - Lil Flip, rapper estado-unidense.
  - Justin Gabriel, wrestler sul-africano.
  - Emmanuel Pappoe, ex-futebolista ganês.
  - Arash Miresmaeili, judoca iraniano.
  - Tobias Forge, cantor e multi-instrumentista sueco.
- 1982
  - Jessica Biel, atriz, cantora e produtora estado-unidense.
  - Mercedes Masohn, atriz sueca.
  - Rafael Pinheiro, ex-futebolista brasileiro.
- 1983
  - Cyril Lemoine, ex-ciclista francês.
  - João Henrique, ex-futebolista brasileiro.
  - Kelly Key, cantora brasileira.
  - Vitor Paiva, músico e escritor brasileiro.
  - Heather Fell, pentatleta britânica.
- 1984
  - Cacau Melo, atriz brasileira.
  - Ángel Arizmendi, ex-futebolista espanhol.
  - Santonio Holmes, ex-jogador de futebol americano estado-unidense.
- 1985
  - Femi Opabunmi, ex-futebolista nigeriano.
  - Nathalie Kelley, atriz peruana.
- 1986
  - Stacie Orrico, cantora e compositora estado-unidense.
  - Mehmet Topal, ex-futebolista e treinador de futebol turco.
  - Daniel Tagoe, ex-futebolista ganês-quirguiz.
  - Florian Marange, ex-futebolista francês.
- 1987
  - Shraddha Kapoor, atriz, cantora e designer indiana.
  - Elnur Hüseynov, cantor azeri.
  - Jacob Spoonley, ex-futebolista neozelandês.
- 1988
  - Rafael Muñoz, ex-nadador espanhol.
  - Emiliano Tade, futebolista argentino.
- 1989
  - Erwin Mulder, futebolista neerlandês.
  - Shuichi Gonda, futebolista japonês.
  - Raluca Olaru, ex-tenista romena.
  - Arthur Aguiar, ator e cantor brasileiro.
  - Macris Carneiro, voleibolista brasileira.
- 1990 — Emmanuel Rivière, ex-futebolista francês.
- 1991
  - Park Cho-rong, cantora sul-coreana.
  - Saimon, futebolista brasileiro.
  - Moisés Ribeiro, futebolista brasileiro.
- 1992
  - Fernando Lucas Martins, futebolista brasileiro.
  - Ažbe Jug, futebolista esloveno.
- 1993
  - Gabriela Cé, tenista brasileira.
  - Josef Dostál, canoísta tcheco.
  - Antonio Rüdiger, futebolista alemão.
  - Nicole Gibbs, tenista norte-americana.
  - Dion Smith, ciclista neozelandês.
- 1994
  - Ary Papel, futebolista angolano.
  - Jonny Castro, futebolista espanhol.
  - Christoffer Mafoumbi, futebolista congolês.
- 1995
  - Cristián Rodríguez, ciclista espanhol.
  - Bryan Cristante, futebolista italiano.
- 1996
  - Cameron Johnson, jogador de basquete americano.
  - Evelise Veiga, atleta portuguesa
- 1997
  - Camila Cabello, cantora cubana-americana.
  - Allan, futebolista brasileiro.
  - David Neres, futebolista brasileiro.
- 1998
  - Jayson Tatum, jogador de basquete americano.
  - Flavia Pavanelli, atriz, modelo e influenciadora digital brasileira.
  - Gustavo Nonato, futebolista brasileiro.
  - Shin Jea-hwan, ginasta sul-coreano.
- 1999 — Deanne Rose, futebolista canadense.
- 2000 — Silvia Zanardi, desportista italiana.

### Século XXI
- 2001 — Léo Linck, futebolista brasileiro.
- 2002
  - Lorenzo Musetti, tenista italiano.
  - Keely Hodgkinson, meio-fundista britânica.
- 2003 — Thomas Barbusca, ator norte-americano.
- 2004 — Matheus Nascimento, futebolista brasileiro.

## Mortes

### Anteriores ao século XIX
- 1033 — Cunegunda de Luxemburgo, imperatriz do Sacro Império (n. 975).
- 1111 — Boemundo I de Antioquia (n. 1058).
- 1234 — Roberto III de Dreux, nobre francês (n. 1185).
- 1383 — Hugo III de Arbórea, nobre italiano (n. 1337).
- 1459 — Ausiàs March, poeta e cavaleiro valenciano (n. 1397).
- 1554 — João Frederico I, Eleitor da Saxônia (n. 1503).
- 1578 — Miguel Cantacuzeno, magnata otomano grego (n. 1510).
- 1592 — Michiel Coxie, pintor flamengo (n. 1499).
- 1605 — Papa Clemente VIII (n. 1536).
- 1611 — William Douglas, 10.º Conde de Angus (n. 1552).
- 1616 — Mathias Lobelius, médico e botânico flamengo (n. 1538).
- 1692 — Leonor Catarina do Palatinado-Zweibrücken-Kleeburg, princesa sueca (n. 1626).
- 1703 — Robert Hooke, cientista britânico (n. 1635).
- 1706 — Johann Pachelbel, compositor alemão (n. 1653).
- 1707 — Auranguezebe, imperador mogol da Índia (n. 1618).
- 1717 — Pierre Allix, religioso francês (n. 1641).
- 1718 — Jean d'Estrées, religioso e político francês (n. 1666).
- 1744 — Jean Barbeyrac, jurista francês (n. 1674).
- 1765 — William Stukeley, arqueólogo e historiador britânico (n. 1687).
- 1768 — Nicola Porpora, compositor italiano (n. 1686).
- 1777 — Pedro Taques de Almeida Pais Leme, intelectual e historiador brasileiro (n. 1714).
- 1792 — Robert Adam, arquiteto e político britânico (n. 1728).

### Século XIX
- 1804 — Giovanni Domenico Tiepolo, pintor italiano (n. 1727).
- 1808 — Johan Christian Fabricius, entomólogo e economista dinamarquês (n. 1745).
- 1824 — Giovanni Battista Viotti, compositor e maestro italiano (n. 1755).
- 1844 — Onofre Pires, militar brasileiro (n. 1799).
- 1850 — Oliver Cowdery, líder religioso estado-unidense (n. 1806).
- 1852 — Pedro Ivo Veloso da Silveira, revolucionário brasileiro (n. ?).
- 1854 — Henrietta Constance Smithson, atriz irlandesa (n. 1800).
- 1855 — Robert Mills, arquiteto e cartógrafo estado-unidense (n. 1781).
- 1858 — József Bajza, poeta e crítico húngaro (n. 1804).
- 1863 — Francisco Diogo Pereira de Vasconcelos, magistrado e político brasileiro (n. 1812).
- 1871 — Michael Thonet, industrial alemão (n. 1796).
- 1883 — Antônio Joaquim Franco Velasco, pintor brasileiro (n. 1780).
- 1890 — José Ewbank da Câmara, engenheiro brasileiro (n. 1843).
- 1894 — Ned Williamson, jogador de beisebol americano (n. 1857).
- 1898 — André Francisco Meireles de Távora do Canto e Castro, político português (n. 1823).

### Século XX
- 1907 — Vicente Machado da Silva Lima, político brasileiro (n. 1860).
- 1916 — John Wesley Judd, geólogo britânico (n. 1840).
- 1920 — Rodrigues Jardim, político brasileiro (n. 1847).
- 1925 — Heitor Malagutti, pintor, poeta e pianista brasileiro (n. 1871).
- 1927 — Mikhail Artsybashev, escritor e dramaturgo ucraniano (n. 1878).
- 1929 — Antônio Augusto de Azevedo Sodré, político brasileiro (n. 1864).
- 1932 — Eugen d'Albert, pianista e compositor anglo-alemão (n. 1864).
- 1944 — José Vicente de Azevedo, político brasileiro (n. 1859).
- 1953 — Josef Fischer, ciclista alemão (n. 1865).
- 1958
  - Pedro Lago, político brasileiro (n. 1870).
  - Frederik Vilhelm Hvalsøe, arquiteto dinamarquês (n. 1883).
- 1961
  - Eugênio Lopes Barcelos, político brasileiro (n. 1892).
  - Paul Wittgenstein, pianista austro-americano (n. 1887).
- 1963 — Fábio da Silva Prado, político brasileiro (n. 1887).
- 1964 — Mario Gatti, médico brasileiro (n. 1879).
- 1966
  - William Frawley, ator americano (n. 1887).
  - Alice Pearce, atriz estado-unidense (n. 1917).
- 1970 — Joaquim Mendes Moreira Sacadura, militar português (n. 1899).
- 1971 — António Silva, actor português (n. 1886).
- 1975 — Pedro Aleixo, político brasileiro (n. 1901).
- 1977 — José Vieira Machado, político brasileiro (n. 1899).
- 1978 — Aliomar Baleeiro, político e jurista brasileiro (n. 1905).
- 1982
  - Georges Perec, escritor e roteirista francês (n. 1936).
  - Raymond O. Faulkner, egiptólogo britânico (n. 1894).
- 1983
  - Hergé, escritor e ilustrador belga (n. 1907).
  - Carlos Medeiros, político brasileiro (n. 1907).
- 1984 — John Bertram Adams, físico nuclear britânico (n. 1920).
- 1985
  - Iosif Shklovsky, astrônomo e astrofísico russo (n. 1916).
  - Baudouin de Ligne, nobre belga (n. 1918).
- 1987 — Danny Kaye, ator, cantor e dançarino estado-unidense (n. 1913).
- 1988
  - Henryk Szeryng, violinista e compositor polonês-mexicano (n. 1918).
  - Sewall Wright, biólogo e geneticista americano (n. 1889).
- 1990 — Charlotte Moore Sitterly, astrônoma americana (n. 1898).
- 1991
  - William Penney, matemático, físico e acadêmico britânico (n. 1909).
  - Abdias dos Oito Baixos, compositor e produtor musical brasileiro (n. 1933).
  - Carlos Leite, humorista brasileiro (n. 1939).
- 1992 — Lella Lombardi, automobilista italiana (n. 1941).
- 1993 — Albert Sabin, médico e virologista polonês-americano (n. 1906).
- 1995 — Howard W. Hunter, líder religioso americano (n. 1907).
- 1996
  - Marguerite Duras, escritora e cineasta francesa (n. 1914).
  - John Joseph Krol, cardeal americano (n. 1910).
- 1999
  - Gerhard Herzberg, químico e astrônomo teuto-canadense, ganhador do Prêmio Nobel (n. 1904).
  - Jackson C. Frank, músico estado-unidense (n. 1943).
- 2000 — Lucy Geisel, primeira-dama brasileira (n. 1918).

### Século XXI
- 2001 — Eugene Sledge, militar, escritor e acadêmico americano (n. 1923).
- 2002 — Henry Nathaniel Andrews, paleobotânico estado-unidense (n. 1910).
- 2003
  - Goffredo Petrassi, compositor e maestro italiano (n. 1904).
  - Horst Buchholz, ator alemão (n. 1933).
- 2005
  - Isabel Maria da Baviera, princesa da Baviera (n. 1913).
  - Rinus Michels, treinador de futebol neerlandês (n. 1928).
- 2006
  - Ataíde Patreze, apresentador de televisão e empresário brasileiro (n. 1946).
  - Henrique Teixeira de Sousa, médico e escritor cabo-verdiano (n. 1919).
- 2007
  - Pompín Iglesias, comediante mexicano (n. 1926).
  - Osvaldo Cavandoli, cartunista italiano (n. 1920).
- 2008
  - Giuseppe Di Stefano, tenor e ator italiano (n. 1921).
  - Norman Smith, baterista e produtor musical britânico (n. 1923).
- 2009 — Sydney Chaplin, ator norte-americano (n. 1926).
- 2010
  - Keith Alexander, futebolista e treinador de futebol britânico (n. 1956).
  - Michael Foot, jornalista e político britânico (n. 1913).
- 2011 — May Cutler, jornalista, escritora e política canadense (n. 1923).
- 2012
  - Ronnie Montrose, guitarrista, compositor e produtor americano (n. 1947).
  - Ralph McQuarrie, designer conceitual e ilustrador americano (n. 1929).
- 2013 — Luis Cubilla, futebolista e treinador de futebol uruguaio (n. 1940).
- 2014
  - Robert Ashley, militar e compositor americano (n. 1930).
  - William Pogue, coronel, aviador e astronauta americano (n. 1930).
- 2015
  - José Rico, cantor brasileiro (n. 1946).
  - Vital Dias, baterista brasileiro (n. 1960).
- 2016 — Thanat Khoman, político e diplomata tailandês (n. 1914).
- 2017 — René Préval, político haitiano (n. 1943).
- 2018
  - Tônia Carrero, atriz brasileira (n. 1922).
  - David Ogden Stiers, ator, dublador e músico americano (n. 1942).
- 2019 — Peter Hurford, organista e compositor britânico (n. 1930).
- 2021 — Maria José Valério, cantora portuguesa (n. 1933).
- 2022 — Luiz Pinguelli Rosa, físico, pesquisador e professor universitário brasileiro (n. 1942).
- 2023 — Emílio Pitta, ator brasileiro (n. 1943).

## Feriados e eventos cíclicos
- Dia Mundial da Vida Selvagem — instituído pela ONU
- Dia Mundial da Oração[6]

### Internacional
- Hinamatsuri ou "Dia das Meninas" – Japão
- Dia do Trabalho – Austrália
- Dia da Independência – Bulgária
- Dia dos Mártires – Malawi

### Mitologia nórdica
- Dia de Thor, deus teutônico dos trovões

### Cristianismo
- Charles Wesley
- Concepción Cabrera de Armida
- Cunegunda de Luxemburgo
- John Wesley
- Marino de Cesareia
- Teresa Verzeri

## Outros calendários
- No calendário gregoriano a epacta do dia é xxviii.
- No calendário judaico, Purim nos seguintes anos (ao longo do século XXI): 2026 e 2045.
- No calendário litúrgico tem a letra dominical F para o dia da semana.
- No calendário romano era o 5.º dia (V) antes das nonas de março.